# Aplocheilichthys pfefferi
Aplocheilichthys pfefferi és una espècie de peix pertanyent a la família dels pecílids.

## Descripció
- Pot arribar a fer 4,3 cm de llargària màxima.[4][5]

## Hàbitat
És un peix d'aigua dolça, bentopelàgic i de clima tropical.

## Distribució geogràfica
Es troba a Àfrica: Vitshumbi (el nord-est de la República Democràtica del Congo).

## Observacions
És inofensiu per als humans.